# Општина Дудешти (Браила)
Дудешти (рум. Dudeşti) општина је у Румунији у округу Браила.
Oпштина се налази на надморској висини од 43 m.